# Velika nagrada Monze 1931
Velika nagrada Monze 1931 je bila enaindvajseta neprvenstvena dirka v sezoni Velikih nagrad 1931. Odvijala se je 6. septembra 1931 na italijanskem dirkališču Autodromo Nazionale Monza. Iz treh voženj in repasaža po štirinajst krogov se je sedemnajst dirkačev uvrstilo v finale, kjer so dirkači vozili petintrideset krogov. V repasažu je Philippe Étancelin zletel s steze, v nesreči sta umrla dva gledalca, štirinajst jih je bilo poškodovanih. 

## Finale
| Poz | Št | Dirkač                           | Moštvo                     | Dirkalnik                 | Krogi | Čas/Odstop | Št. m. |
| --- | -- | -------------------------------- | -------------------------- | ------------------------- | ----- | ---------- | ------ |
| 1   | 66 | Luigi Fagioli                    | Officine A. Maserati       | Maserati 8C-2800          | 35    | 1:32:39,4  | 4      |
| 2   | 58 | Baconin Borzacchini              | SA Alfa Romeo              | Alfa Romeo Monza          | 35    | +1:15,2 s  | 2      |
| 3   | 82 | Achille Varzi                    | Automobiles Ettore Bugatti | Bugatti T54               | 35    | +1:40,2 s  | 7      |
| 4   | 54 | Ferdinando Minoia Tazio Nuvolari | SA Alfa Romeo              | Alfa Romeo 8C-2300 spider | 34    | +1 krog    | 1      |
| 5   | 70 | Giovanni Minozzi                 | SA Alfa Romeo              | Alfa Romeo Monza          | 34    | +1 krog    | 5      |
| 6   | 44 | Marcel Lehoux                    | Privatnik                  | Bugatti T51               | 33    | +2 kroga   | 6      |
| 7   | 88 | Louis Chiron                     | Automobiles Ettore Bugatti | Bugatti T54               | 27    | +2 kroga   | 8      |
| Ods | 62 | René Dreyfus                     | Officine A. Maserati       | Maserati 8C-2800          | 26    | Bat        | 3      |
| Ods | 92 | Tazio Nuvolari                   | SA Alfa Romeo              | Alfa Romeo Tipo A         | 9     | Bat        | 9      |
| DNS | 16 | Amedeo Ruggeri                   | Officine A. Maserati       | Maserati 26B              |       |            |        |
| DNS | 34 | Stanislas Czaykowski             | Privatnik                  | Bugatti T35               |       |            |        |
| DNS | 8  | Carlo Pedrazzini                 | Privatnik                  | Maserati 26B              |       |            |        |
| DNS | 28 | Clemente Biondetti               | Privatnik                  | Bugatti T35C              |       |            |        |
| DNS | 68 | Pietro Ghersi                    | Privatnik                  | Bugatti T35B              |       |            |        |
| DNS | 90 | Giuseppe Campari                 | SA Alfa Romeo              | Alfa Romeo Tipo A         |       |            |        |

- Najboljši štartni položaj: Ferdinando Minoia
- Najhitrejši krog: Achille Varzi 2:30,0

## Pred-dirke
Odebeljeni dirkači so se uvrstili v finale.

### Pred-dirka 1 (do 2000 cm³)
| Poz | Št | Dirkač               | Moštvo               | Dirkalnik             | Krogi | Čas/Odstop | Št. m. |
| --- | -- | -------------------- | -------------------- | --------------------- | ----- | ---------- | ------ |
| 1   | 16 | Amedeo Ruggeri       | Officine A. Maserati | Maserati 26B          | 14    | 38:48,6 s  | 6      |
| 2   | 28 | Clemente Biondetti   | Privatnik            | Bugatti T35C          | 14    | +37,2 s    | 10     |
| 3   | 34 | Stanislas Czaykowski | Privatnik            | Bugatti T35           | 14    | +53.6 s    | 1      |
| 4   | 8  | Carlo Pedrazzini     | Privatnik            | Maserati 26B          | 14    | +1:08,2    | 3      |
| 5   | 20 | Giuseppe Morandi     | Privatnik            | Bugatti T35           | 14    | +1:29,6    | 7      |
| 6   | 10 | Renato Balestrero    | Privatnik            | Bugatti T35           | 14    | +2:05,6    | 4      |
| 7   | 26 | Emilio Romano        | Privatnik            | Bugatti T35           | 14    | +2:07,6    | 9      |
| 8   | 40 | Gerolamo Antonaci    | Privatnik            | Bugatti T35           | 14    | +2:39,6    | 13     |
| 9   | 34 | Hellé Nice           | Privatnica           | Bugatti T35C          | 14    | +3:58,8    | 11     |
| 10  | 52 | Emilio Eminente      | Privatnik            | Bugatti T35           | 14    | +5:10,8    | 18     |
| 11  | 44 | Carlo Cazzaniga      | Privatnik            | Alfa Romeo 6C-1750 GS | 14    | +5:22,0    | 14     |
| Ods | 46 | Giovanni Jonoch      | Privatnik            | Alfa Romeo 6C-1750 GS | 12    |            | 15     |
| Ods | 36 | Vittorio Cobianchi   | Privatnik            | Alfa Romeo 6C-1750 GS | 4     |            | 12     |
| Ods | 24 | Francesco Pirola     | Privatnik            | Alfa Romeo 6C-1750 GS | 3     | Trčenje    | 8      |
| Ods | 12 | Frédéric Toselli     | Privatnik            | Bugatti T35           | 2     | Trčenje    | 5      |
| Ods | 6  | Pierre Rey           | Privatnik            | Bugatti T35           | 2     |            | 2      |

- Najboljši štartni položaj: Stanislas Czaykowski (žreb)
- Najhitrejši krog: Clemente Biondetti 2:43.0

### Pred-dirka 2 (2000 do 3000 cm³)
| Poz | Št | Dirkač                   | Moštvo               | Dirkalnik                 | Krogi | Čas/Odstop | Št. m. |
| --- | -- | ------------------------ | -------------------- | ------------------------- | ----- | ---------- | ------ |
| 1   | 66 | Luigi Fagioli            | Officine A. Maserati | Maserati 8C-2800          | 14    | 36:56,8    | 5      |
| 2   | 62 | René Dreyfus             | Officine A. Maserati | Maserati 8C-2800          | 14    | +0,8 s     | 4      |
| 3   | 54 | Ferdinando Minoia        | SA Alfa Romeo        | Alfa Romeo 8C-2300 spider | 14    | +1:22,4    | 1      |
| 4   | 44 | Marcel Lehoux            | Privatnik            | Bugatti T51               | 14    | +1:25,0    | 8      |
| 5   | 68 | Pietro Ghersi            | Privatnik            | Bugatti T35B              | 10    | +1:32,4    | 6      |
| 6   | 70 | Giovanni Minozzi         | SA Alfa Romeo        | Alfa Romeo Monza          | 14    | +2:04,4    | 7      |
| 7   | 76 | Philippe Étancelin       | Privatnik            | Alfa Romeo Monza          | 14    | +2:04,6    | 10     |
| 8   | 58 | Baconin Borzacchini      | SA Alfa Romeo        | Alfa Romeo Monza          | 14    | +2:32,8    | 1      |
| 9   | 78 | Luigi Castelbarco        | Privatnik            | Maserati 26M              | 14    | +3:12,6    | 13     |
| 10  | 74 | Domenico Rosso di Cerami | Privatnik            | Maserati 26M              | 14    | +3:15,2    | 9      |
| Ods | 56 | Mario Dafarra            | Privatnik            | Bugatti T35B              | 10    |            | 2      |

- Najboljši štartni položaj: Ferdinando Minoia (žreb)
- Najhitrejši krog: René Dreyfus 2:32,6

### Pred-dirka 3 (nad 3000 cm³)
| Poz | Št | Dirkač           | Moštvo                     | Dirkalnik         | Krogi | Čas/Odstop | Št. m. |
| --- | -- | ---------------- | -------------------------- | ----------------- | ----- | ---------- | ------ |
| 1   | 82 | Achille Varzi    | Automobiles Ettore Bugatti | Bugatti T54       | 14    | 36:21,0    | 1      |
| 2   | 88 | Louis Chiron     | Automobiles Ettore Bugatti | Bugatti T54       | 14    | +27,0 s    | 3      |
| 3   | 92 | Tazio Nuvolari   | SA Alfa Romeo              | Alfa Romeo Tipo A | 14    | +46,8 s    | 5      |
| 4   | 90 | Giuseppe Campari | SA Alfa Romeo              | Alfa Romeo Tipo A | 14    | +1:01,6    | 4      |
| 5   | 86 | Ernesto Maserati | Officine A. Maserati       | Maserati V4       | 14    | +2:06,4    | 2      |

- Najboljši štartni položaj: Achille Varzi (žreb)
- Najhitrejši krog: Tazio Nuvolari 2:31,6

### Repasaž
| Poz | Št | Dirkač              | Moštvo               | Dirkalnik        | Krogi | Čas/Odstop | Št. m. |
| --- | -- | ------------------- | -------------------- | ---------------- | ----- | ---------- | ------ |
| 1   | 58 | Baconin Borzacchini | SA Alfa Romeo        | Alfa Romeo Monza | 14    | 37:47,8    | 1      |
| 2   | 68 | Pietro Ghersi       | Privatnik            | Bugatti T35B     | 14    | +8,2 s     | 4      |
| 3   | 70 | Giovanni Minozzi    | SA Alfa Romeo        | Alfa Romeo Monza | 14    | +9,4 s     | 2      |
| 4   | 76 | Philippe Étancelin  | Privatnik            | Alfa Romeo Monza | 9     | Trčenje    | 3      |
| DNS | 10 | Renato Balestrero   | Privatnik            | Bugatti T35      |       |            |        |
| DNS | 20 | Giuseppe Morandi    | Privatnik            | Bugatti T35      |       |            |        |
| DNS | 26 | Emilio Romano       | Privatnik            | Bugatti T35      |       |            |        |
| DNS | 40 | Gerolamo Antonaci   | Privatnik            | Bugatti T35      |       |            |        |
| DNS | 86 | Ernesto Maserati    | Officine A. Maserati | Maserati V4      |       |            |        |

- Najboljši štartni položaj: Baconin Borzacchini (žreb)
- Najhitrejši krog: Baconin Borzacchini in Pietro Ghersi 3:38,4